# Carlos Sylvestre Begnis
Carlos Sylvestre Begnis (Alto Alegre, Córdoba, 30 de agosto de 1903 - 22 de septiembre de 1980) fue un médico y político argentino.

## Juventud y carrera como médico
Realizó sus estudios secundarios en el Colegio Nacional de Rosario. Allí fundó la primera escuela nocturna para adultos junto con un grupo de compañeros del Nacional para luchar contra el analfabetismo. Sus estudios superiores fueron realizados en la Universidad Nacional de Rosario. Fundó con otros estudiantes en esa época el Club Universitario de Rosario y el Club Rosarino de Pelotas. Fue médico rural y trabajó como cirujano en hospitales de la ciudad de Rosario, provincia de Santa Fe. Fue jefe de Sala de Cirugía en el Hospital Rosario.
Sus técnicas quirúrgicas le valieron fama mundial, viajando por países europeos y Estados Unidos con el fin de enseñarlas.

## Trayectoria política
Se inició en la política a través de la Unión Cívica Radical a los 14 años, profundo admirador de Alem e Yrigoyen. 
En diciembre de 1948 fue elegido Convencional por la provincia de Santa Fe para integrar la Convención Constituyente que se reunió entre enero y marzo de 1949 y reformó la Constitución Nacional.
En 1958 fue elegido gobernador de Santa Fe, tras un período de facto del régimen militar (después de la autodenominada Revolución Libertadora, que derrocó al presidente Juan Perón, tres años antes). Él se convirtió en una parte de la Unión Cívica Radical Intransigente (UCRI), y luego formó parte de los dirigentes del Movimiento de Integración y Desarrollo (MID). Durante su gestión junto a su par entrerriano, Raúl Lucio Uranga, idearon la manera de unir a ambas provincias, ya que la Mesopotamia a la altura de Entre Ríos se encontraba absolutamente aislada. Fue en una reunión en un club de Paraná que ambos concibieron la idea de construir un túnel por debajo del lecho del río Paraná. Se licitaron las obras y empresas extranjeras se hicieron cargo de traer la famosa isla flotante que fuera utilizada para preparar y trasladar cada uno de los gigantescos tubos. Las obras concluyeron en el año 1969. Durante su mandato inauguró numerosas escuelas, rutas,, así como las obras de la autopista Brigadier Estanislao López, que vincula Rosario y Santa Fe, (las dos mayores ciudades de la provincia) obra comenzada por el gobernador Aldo Tessio. 
Su mandato fue terminado por una intervención federal.En 1966 fue interventor federal en la provincia de Santa Fe, designado por la Junta Revolucionaria, desplazando al gobernador.
En el decenio de 1970, el MID formó una alianza con fines comiciales junto al Partido Justicialista en el Frente Justicialista de Liberación (FREJULI), por la cual Sylvestre Begnis fue elegido gobernador de Santa Fe en 1973, aunque pronto se enfrentó al vicegobernador Eduardo Cuello, un sindicalista peronista.
Sylvestre Begnis ha seguido las políticas del desarrollismo.
Sylvestre Begnis una vez más no pudo terminar su mandato, al ser destituido de su cargo en 1976 como resultado del golpe militar que inició la dictadura del Proceso de Reorganización Nacional. 
Murió de leucemia aguda en 1980, a los 77 años de edad.
Su hijo Juan Héctor Sylvestre Begnis, más conocido como "Canchi", nacido el 16 de junio de 1937 en Rosario fue candidato a vice gobernador, ministro de Salud del gobierno Justicialista de Jorge Obeid. Se desempeñó como diputado nacional por el Frente para la Victoria en el periodo 2005-2009, presidiendo la Comisión de Acción Social y Salud Pública de la Cámara de Diputados de la Nación Argentina. A su vez, fue el fundador, y posteriormente, presidente ad honorem del COFELESA (Consejo Federal Legislativo en Salud). En 2007 fue candidato a intendente de Rosario. Al término de su mandato de diputado (2009) fue asesor en el Ministerio de Salud de la Nación, hasta su muerte, el 5 de agosto de 2012.

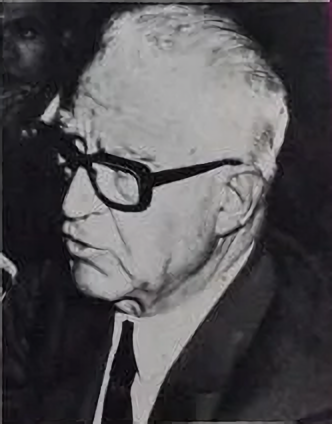
Begnis en 1973.